# Fermín de Atodo
Fermín de Atodo (Tolosa, siglo XVI) fue un conde palatino y capitán de los Tercios tolosanos en 1558 contra los franceses.
Fue  embajador de Felipe II en Roma y Contador Mayor de las Órdenes Militares.
Edificó  el Palacio de Atodo en Tolosa(Guipúzcoa), hoy día Bien de Interés Cultural (BIC). 

## Biografía
Su linaje procedía de la población de Albistur (Guipúzcoa).
Fue embajador de Felipe II y Contador mayor de las órdenes militares de Santiago,  de Calatrava y Alcántara. Caballero de la orden de San Pedro y San Pablo en 1554.
Así mismo fue  Conde palatino y  Protonotario apostólico.
En razón a su posición fue capitán de los tercios de Tolosa y de los 23 lugares de su jurisdicción, en las tres levantadas que la Provincia hizo contra los franceses en 1558”.

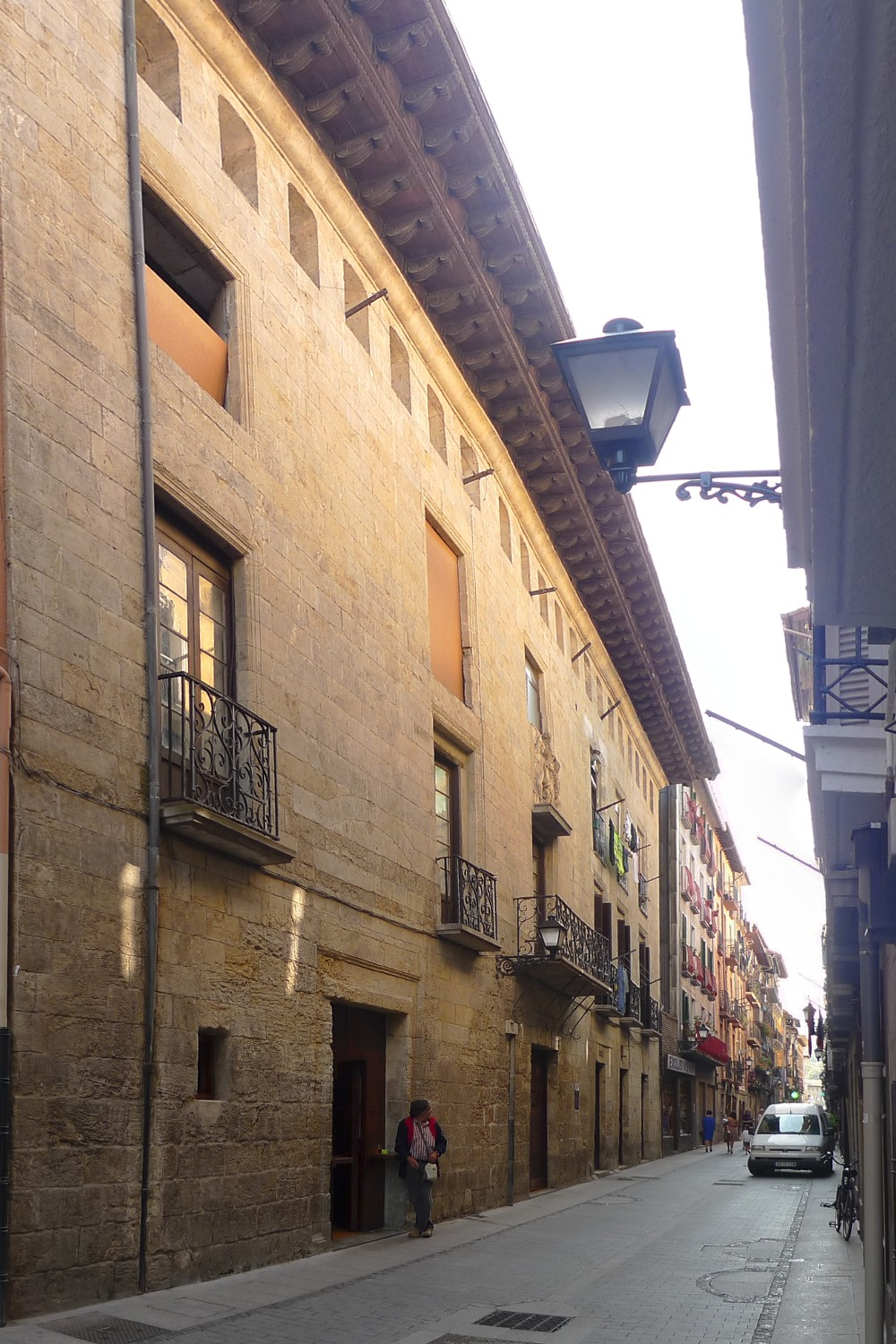
Palacio de Atodo

Edificó  el Palacio de Atodo en Tolosa como su residencia. Es un palacio renacentista hoy en día Bien de Interés Cultural.
En su larga historia el edificio alojó personajes históricos como Felipe III y su hija Ana de Austria; Maria Luisa de Borbón y Orleans (esposa de Carlos II); la esposa de Luis XV de Francia; Fernando VII con su hermano Carlos; Carlos IV y su hija y la reina de Etruria entre otros.
Su descendiente fue Bernardo de Atodo. Esto es lo que menciona Serapio Mugica sobre él:
Hijo de Fermín y de Catalina de Atodo, su mujer, tomó el hábito de Santiago en 1610 y era gentil hombre de boca del Rey. La Provincia, agradecida por sus valiosas gestiones en el asunto de las hidalguías y en otros más, acordó felicitarle en las Juntas de Azcoitia de noviembre de 1610, con motivo de la toma de hábito.